# Loshult
Loshult ist ein Ort (småort) im Nordosten der schwedischen Provinz Skåne län und der historischen Provinz (landskap) Schonen, nicht weit von der Grenze zu Småland entfernt. Der Ort liegt in der Gemeinde Osby.
Die heutige Kirche von Loshult wurde 1591 errichtet. Sie wurde im 19. Jahrhundert stark umgebaut und 1861–1863 durch einen Turm erweitert.

## Loshult-Coup
Der Ort ist besonders durch den so genannten „Loshult-Coup“ in die schwedische Geschichte eingegangen. Am 26./27. Juli 1676 fiel im Schonischen Krieg zwischen Dänemark-Norwegen und Schweden aufständischen Bauern und den Snapphanar-Freischärlern die gesamte Kriegskasse Karls XI. in die Hände. Sie überrumpelten die nur aus zehn schwedischen Soldaten bestehende Wache. Die Kriegskasse bestand aus circa 250 Wagen mit wertvollen Metallmünzen, den so genannten Kupferzetteln. Sie hatte den ungeheuren Wert von etwa 50.000 Reichstalern.
Mehrere Teilnehmer an dem Überfall wurden später von den schwedischen Behörden gefasst und zum Tode verurteilt, nach Ende des Krieges aber teilweise begnadigt. Die Kriegskasse wurde nie gefunden. Zuletzt tauchten 1996 bei Baumpflanzarbeiten zehn Kupferplatten des Münzschatzes auf.
An der Kirche von Loshult ist heute eine Gedenktafel an den Überfall angebracht.

## Bronzezeitlicher Fund
Der Depotfund von Loshult wurde 1898 gefunden. Die Objekte sind unter der Nr. SHM 11217 im Stockholmer Historischen Museum ausgestellt. Sie stammen aus den Jahren 1500–1300 v. Chr. und gehören zur skandinavischen Bronzezeit.